# Fukuda Takeo
Fukuda Takeo (japánul 福田 赳夫 ) (1905. január 14. – 1995. július 5.) japán politikus, külügyminiszter, 1976. december 24. és 1978. december 7. között Japán miniszterelnöke.
A Gunma prefektúrában született, tanulmányait a Tokiói Egyetemen, az akkori Tokiói Császári Egyetemen folytatta. A második világháború előtt és alatt főtitkár volt a Pénzügyminisztériumban. A háború után a legfőbb állami számvevőszéken dolgozott.
1952-ben Fukudát beválasztották a Képviselőházba, ahol Gunma prefektúra 3. választókerületét képviselte. 1957-ben párttitkárnak választották, és mezőgazdasági, erdészeti és halászati miniszterként (1959 és 1969 között), majd pénzügyminiszterként (1969 és 1971 között), külügyminiszterként (1971 és 1973 között) és a Gazdasági Tervezőiroda igazgatójaként (1974 és 1976 között) tevékenykedett. 1972-ben miniszterelnök-jelölt volt, de Tanaka Kakuei javára elvesztette a választásokat.

## A miniszterelnöki poszton

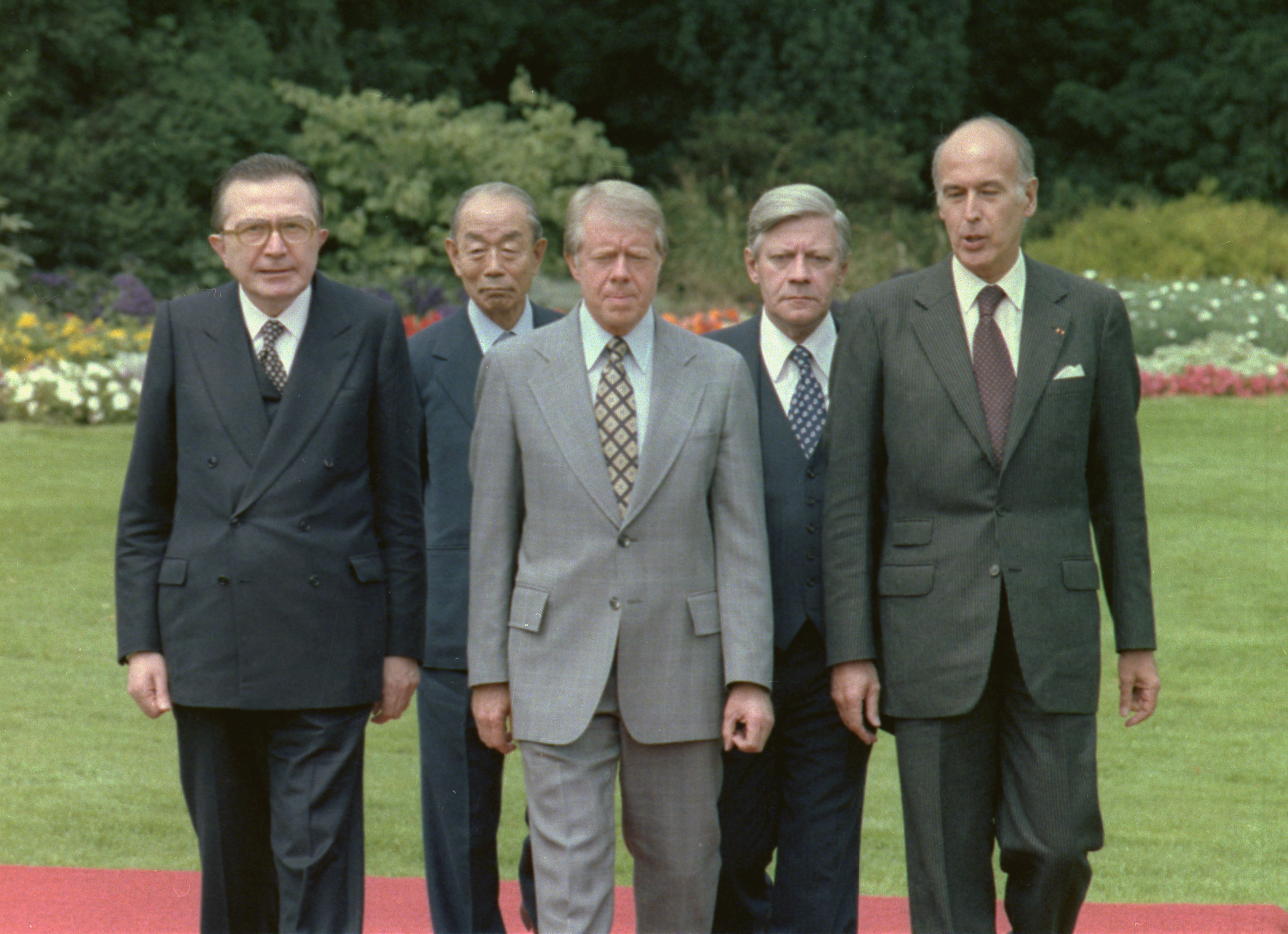
Giulio Andreotti, Fukuda Takeo, Jimmy Carter, Helmut Schmidt és Giscard d'Estaing a G7 gazdasági csúcstalálkozóján. Bonn, 1978.

Az 1976. december 5-i parlamenti választásokon Miki Takeo vezetésével a Liberális Demokrata Párt, bár megőrizte vezető pozícióját, gyengén szerepelt. Miki személyes felelősséget vállalva lemondott a pártelnöki és egyben a miniszterelnöki pozícióról is. December 23-án a pártelnöki poszton Fukuda követte, akit másnap a parlament alsóháza miniszterelnöknek is megválasztott.
Fő belpolitikai célja a gazdasági növekedés gyorsítása és a munkanélküliség visszaszorítása volt. Az 1977-es és 1978-as költségvetésekbe ideiglenes pénzügyi ösztönzőket építettek be, ezenfelül nagyszabású infrastruktúra-beruházások megvalósításába fogtak. Az 1977 júliusi választásokon az előzetes várakozásokkal ellentétben a miniszterelnök pártja megtartotta többségét a parlament felsőházában.
Kormányzásának fontos állomása volt, amikor 1977 augusztusában manilai beszédében kifejtette külpolitikájának a későbbiekben Fukuda-doktrínaként elhíresült alapelveit: Japán nem törekszik katonai nagyhatalommá válni, valamint hozzá kíván járulni Délkelet-Ázsia és a világ békéjéhez és prosperitásához. 1978. augusztus 12-én aláírta a Kínai Népköztársasággal a két ország között a második világháborút lezáró békeszerződést és azzal egyidejűleg a kínai-japán barátsági szerződést.
Pártreformja keretén belül új elnökválasztási rendszert vezetett be, amelynek egyik alappillére az volt, hogy a párt minden tagjának megadta a szavazás lehetőségét Az első új rendszer alapján tartott pártelnöki előválasztáson Óhira Maszajosi az első fordulóban legyőzte Fukudát. Óhira december 7-én lett Japán következő miniszterelnöke.